# 卡塔尔足球乙级联赛
卡塔爾足球乙級聯賽（阿拉伯語：قطر دوري الدرجة الثانية）是卡塔爾的足球聯賽中第 2 級別。聯賽成立於1963年，目前有 6 隊參與角逐。

## 当前球队
- ( Al-Kharitiyath )
- ( Al-Markhiya )
- ( Al-Mesaimeer )
- ( Al-Mu'aidar )
- 多哈阿尔阿赫利体育俱乐部
- （Al-Shahaniya）